# Orthocindela
Orthocindela is een geslacht van kevers uit de familie van de loopkevers (Carabidae). De wetenschappelijke naam van het geslacht is voor het eerst geldig gepubliceerd in 1972 door Rivalier.

## Soorten
Het geslacht Orthocindela omvat de volgende soorten:
- Orthocindela angustecincta Rivalier, 1972
- Orthocindela heteridia (Brouerius van Nidek, 1960)